# Campeonato Sudamericano de Voleibol Masculino de 2017
El Campeonato Sudamericano de Voleibol Masculino de 2017 fue la 32.ª edición del torneo, organizado por la Confederación Sudamericana de Voleibol (CSV). Se llevó a cabo en Santiago y en Temuco, Chile, del 7 al 11 de agosto de 2017.

## Organización

### Sedes
| Temuco                                    | TemucoSantiagoTemuco y Santiago, sedes del Campeonato Sudamericano de Voleibol Masculino de 2017. |
| Gimnasio Olímpico Regional UFRO           | TemucoSantiagoTemuco y Santiago, sedes del Campeonato Sudamericano de Voleibol Masculino de 2017. |
| Capacidad: 3200                           | TemucoSantiagoTemuco y Santiago, sedes del Campeonato Sudamericano de Voleibol Masculino de 2017. |
|                                           | TemucoSantiagoTemuco y Santiago, sedes del Campeonato Sudamericano de Voleibol Masculino de 2017. |
| Santiago                                  | TemucoSantiagoTemuco y Santiago, sedes del Campeonato Sudamericano de Voleibol Masculino de 2017. |
| Centro Nacional de Entrenamiento Olímpico | TemucoSantiagoTemuco y Santiago, sedes del Campeonato Sudamericano de Voleibol Masculino de 2017. |
| Capacidad: 3000                           | TemucoSantiagoTemuco y Santiago, sedes del Campeonato Sudamericano de Voleibol Masculino de 2017. |
|                                           | TemucoSantiagoTemuco y Santiago, sedes del Campeonato Sudamericano de Voleibol Masculino de 2017. |

### Formato de competición
El torneo se desarrolla dividido en dos fases: fase preliminar y fase final.
En la fase preliminar las 8 selecciones participantes fueron repartidas en dos grupos de 4 equipos, en cada grupo se jugará con un sistema de todos contra todos. El primer y segundo lugar del grupo A y del Grupo B pasan directo a semifinales. Los terceros y cuartos del grupo A y B jugarán por la clasificación del quinto al octavo lugar.
Los equipos fueron clasificados de acuerdo a los siguientes criterios:
1. Mayor número de partidos ganados.
2. Mayor número de puntos obtenidos, los cuales son otorgados de la siguiente manera:
  - Partido con resultado final 3-0 o 3-1: 3 puntos al ganador y 0 puntos al perdedor.
  - Partido con resultado final 3-2: 2 puntos al ganador y 1 punto al perdedor.
3. Proporción entre los puntos ganados y los puntos perdidos (Puntos ratio).
4. Proporción entre los sets ganados y los sets perdidos (Sets ratio).
5. Si el empate persiste entre dos equipos se le da prioridad al equipo que haya ganado el último partido entre los equipos implicados.
6. Si el empate persiste entre tres equipos o más se realiza una nueva clasificación solo tomando en cuenta los partidos entre los equipos involucrados.

## Equipos participantes
- Argentina
- Brasil
- Chile
- Colombia
- Paraguay
- Perú
- Uruguay
- Venezuela

## Grupos
| Grupo A   | Grupo B   |
| --------- | --------- |
| Brasil    | Argentina |
| Colombia  | Chile     |
| Paraguay  | Perú      |
| Venezuela | Uruguay   |

## Resultados
- Las horas indicadas corresponden al huso horario local de Chile: UTC-4.

### Fase preliminar
– Clasificados a las semifinales. 
     – Pasan a disputar la clasificación del 5.° al 8.° lugar.

#### Grupo A
- Sede: Gimnasio Olímpico Regional UFRO, Temuco.[2]

| Pos. | Equipo    | Partidos | Partidos | Partidos | Pts. | Sets | Sets | Sets  | Puntos | Puntos | Puntos |
| Pos. | Equipo    | PJ       | PG       | PP       | Pts. | SG   | SP   | Ratio | PG     | PP     | Ratio  |
| ---- | --------- | -------- | -------- | -------- | ---- | ---- | ---- | ----- | ------ | ------ | ------ |
| 1    | Brasil    | 3        | 3        | 0        | 9    | 9    | 0    | MAX   | 225    | 114    | 1.974  |
| 2    | Venezuela | 3        | 2        | 1        | 6    | 6    | 4    | 1.500 | 213    | 204    | 1.044  |
| 3    | Colombia  | 3        | 1        | 2        | 3    | 4    | 6    | 0.666 | 210    | 224    | 0.938  |
| 4    | Paraguay  | 3        | 0        | 3        | 0    | 0    | 9    | 0.000 | 119    | 225    | 0.529  |

| Fecha       | Hora  | Equipo 1  | Res.  | Equipo 2  | Set 1 | Set 2 | Set 3 | Set 4 | Set 5 | Total   | Reporte |
| ----------- | ----- | --------- | ----- | --------- | ----- | ----- | ----- | ----- | ----- | ------- | ------- |
| 7 de agosto | 19:00 | Colombia  | 1 – 3 | Venezuela | 22-25 | 18-25 | 25-22 | 24-26 |       | 89 – 98 | Reporte |
| 7 de agosto | 21:00 | Brasil    | 3 – 0 | Paraguay  | 25-4  | 25-14 | 25-10 |       |       | 75 – 28 | Reporte |
| 8 de agosto | 19:00 | Colombia  | 3 – 0 | Paraguay  | 25-18 | 25-16 | 25-17 |       |       | 75 – 51 | Reporte |
| 8 de agosto | 21:00 | Venezuela | 0 – 3 | Brasil    | 10-25 | 16-25 | 14-25 |       |       | 40 – 75 | Reporte |
| 9 de agosto | 12:00 | Venezuela | 3 – 0 | Paraguay  | 25-17 | 25-9  | 25-14 |       |       | 75 – 40 | Reporte |
| 9 de agosto | 14:00 | Brasil    | 3 – 0 | Colombia  | 25-14 | 25-11 | 25-21 |       |       | 75 – 46 | Reporte |

#### Grupo B
- Sede: Centro Nacional de Entrenamiento Olímpico, Santiago.[3]

| Pos. | Equipo    | Partidos | Partidos | Partidos | Pts. | Sets | Sets | Sets  | Puntos | Puntos | Puntos |
| Pos. | Equipo    | PJ       | PG       | PP       | Pts. | SG   | SP   | Ratio | PG     | PP     | Ratio  |
| ---- | --------- | -------- | -------- | -------- | ---- | ---- | ---- | ----- | ------ | ------ | ------ |
| 1    | Argentina | 3        | 3        | 0        | 9    | 9    | 1    | 9.000 | 246    | 183    | 1.344  |
| 2    | Chile     | 3        | 2        | 1        | 6    | 7    | 3    | 2.333 | 230    | 199    | 1.155  |
| 3    | Uruguay   | 3        | 1        | 2        | 2    | 3    | 8    | 0.375 | 215    | 260    | 0.826  |
| 4    | Perú      | 3        | 0        | 3        | 1    | 2    | 9    | 0.222 | 212    | 261    | 0.812  |

| Fecha       | Hora  | Equipo 1  | Res.  | Equipo 2  | Set 1 | Set 2 | Set 3 | Set 4 | Set 5 | Total     | Reporte |
| ----------- | ----- | --------- | ----- | --------- | ----- | ----- | ----- | ----- | ----- | --------- | ------- |
| 7 de agosto | 18:30 | Argentina | 3 – 0 | Uruguay   | 25-16 | 25-18 | 25-20 |       |       | 75 – 54   | Reporte |
| 7 de agosto | 20:30 | Chile     | 3 – 0 | Perú      | 25-19 | 25-12 | 25-22 |       |       | 75 – 53   | Reporte |
| 8 de agosto | 18:30 | Argentina | 3 – 0 | Perú      | 25-15 | 25-22 | 25-12 |       |       | 75 – 49   | Reporte |
| 8 de agosto | 20:30 | Chile     | 3 – 0 | Uruguay   | 25-19 | 25-12 | 25-19 |       |       | 75 – 50   | Reporte |
| 9 de agosto | 18:30 | Uruguay   | 3 – 2 | Perú      | 21-25 | 27-25 | 28-26 | 20-25 | 15-9  | 111 – 110 | Reporte |
| 9 de agosto | 20:30 | Chile     | 1 – 3 | Argentina | 18-25 | 25-21 | 15-25 | 22-25 |       | 80 – 96   | Reporte |

### Fase final

#### Clasificación 5.º al 8.º puesto
- Sede: Gimnasio Olímpico Regional UFRO, Temuco.

|  | Semifinales 5.º al 8.º puesto | Semifinales 5.º al 8.º puesto | Semifinales 5.º al 8.º puesto |         |    | 5.º y 6.º puesto | 5.º y 6.º puesto | 5.º y 6.º puesto |  |
|  |                               |                               |                               |         |    |                  |                  |                  |  |
|  |                               |                               |                               |         |    |                  |                  |                  |  |
|  | 3A                            | Colombia                      | 3                             |         |    |                  |                  |                  |  |
|  | 3A                            | Colombia                      | 3                             |         |    |                  |                  |                  |  |
|  | 4B                            | Perú                          | 0                             |         |    |                  |                  |                  |  |
|  | 4B                            | Perú                          | 0                             |         | 3A | Colombia         | 3                |                  |  |
|  |                               |                               |                               |         | 3A | Colombia         | 3                |                  |  |
|  |                               |                               | 3B                            | Uruguay | 1  |                  |                  |                  |  |
|  | 3B                            | Uruguay                       | 3B                            | Uruguay | 1  | 3                |                  |                  |  |
|  | 3B                            | Uruguay                       |                               |         |    | 3                |                  |                  |  |
|  | 4A                            | Paraguay                      | 0                             |         |    | 7.º y 8.º puesto | 7.º y 8.º puesto | 7.º y 8.º puesto |  |
|  | 4A                            | Paraguay                      | 0                             |         |    | 7.º y 8.º puesto | 7.º y 8.º puesto | 7.º y 8.º puesto |  |
|  |                               |                               |                               |         |    |                  |                  |                  |  |
|  |                               |                               |                               |         |    | 4B               | Perú             | 3                |  |
|  |                               |                               |                               |         |    | 4B               | Perú             | 3                |  |
|  |                               |                               |                               |         |    | 4A               | Paraguay         | 1                |  |
|  |                               |                               |                               |         |    | 4A               | Paraguay         | 1                |  |
|  |                               |                               |                               |         |    |                  |                  |                  |  |

##### Semifinales 5.º al 8.º puesto
| Fecha        | Hora  | Equipo 1 | Res.  | Equipo 2 | Set 1 | Set 2 | Set 3 | Set 4 | Set 5 | Total   | Reporte |
| ------------ | ----- | -------- | ----- | -------- | ----- | ----- | ----- | ----- | ----- | ------- | ------- |
| 10 de agosto | 19:00 | Uruguay  | 3 – 0 | Paraguay | 25-16 | 25-17 | 25-20 |       |       | 75 – 53 | Reporte |
| 10 de agosto | 21:00 | Colombia | 3 – 0 | Perú     | 25-19 | 25-19 | 25-16 |       |       | 75 – 54 | Reporte |

##### Partido por el 7.º y 8.º puesto
| Fecha        | Hora  | Equipo 1 | Res.  | Equipo 2 | Set 1 | Set 2 | Set 3 | Set 4 | Set 5 | Total   | Reporte |
| ------------ | ----- | -------- | ----- | -------- | ----- | ----- | ----- | ----- | ----- | ------- | ------- |
| 11 de agosto | 19:00 | Perú     | 3 – 1 | Paraguay | 23-25 | 25-17 | 25-18 | 25-21 |       | 98 – 81 | Reporte |

##### Partido por el 5.º y 6.º puesto
| Fecha        | Hora  | Equipo 1 | Res.  | Equipo 2 | Set 1 | Set 2 | Set 3 | Set 4 | Set 5 | Total   | Reporte |
| ------------ | ----- | -------- | ----- | -------- | ----- | ----- | ----- | ----- | ----- | ------- | ------- |
| 11 de agosto | 21:00 | Uruguay  | 1 – 3 | Colombia | 25-23 | 20-25 | 20-25 | 19-25 |       | 84 – 98 | Reporte |

#### Clasificación 1.º al 4.º puesto
- Sede: Centro Nacional de Entrenamiento Olímpico, Santiago.

|  | Semifinales | Semifinales | Semifinales |           |    | Final            | Final            | Final            |  |
|  |             |             |             |           |    |                  |                  |                  |  |
|  |             |             |             |           |    |                  |                  |                  |  |
|  | 1A          | Brasil      | 3           |           |    |                  |                  |                  |  |
|  | 1A          | Brasil      | 3           |           |    |                  |                  |                  |  |
|  | 2B          | Chile       | 0           |           |    |                  |                  |                  |  |
|  | 2B          | Chile       | 0           |           | 1A | Brasil           | 3                |                  |  |
|  |             |             |             |           | 1A | Brasil           | 3                |                  |  |
|  |             |             | 2A          | Venezuela | 0  |                  |                  |                  |  |
|  | 1B          | Argentina   | 2A          | Venezuela | 0  | 2                |                  |                  |  |
|  | 1B          | Argentina   |             |           |    | 2                |                  |                  |  |
|  | 2A          | Venezuela   | 3           |           |    | 3.º y 4.º puesto | 3.º y 4.º puesto | 3.º y 4.º puesto |  |
|  | 2A          | Venezuela   | 3           |           |    | 3.º y 4.º puesto | 3.º y 4.º puesto | 3.º y 4.º puesto |  |
|  |             |             |             |           |    |                  |                  |                  |  |
|  |             |             |             |           |    | 2B               | Chile            | 0                |  |
|  |             |             |             |           |    | 2B               | Chile            | 0                |  |
|  |             |             |             |           |    | 1B               | Argentina        | 3                |  |
|  |             |             |             |           |    | 1B               | Argentina        | 3                |  |
|  |             |             |             |           |    |                  |                  |                  |  |

##### Semifinales
| Fecha        | Hora  | Equipo 1  | Res.  | Equipo 2  | Set 1 | Set 2 | Set 3 | Set 4 | Set 5 | Total     | Reporte |
| ------------ | ----- | --------- | ----- | --------- | ----- | ----- | ----- | ----- | ----- | --------- | ------- |
| 10 de agosto | 18:30 | Brasil    | 3 – 0 | Chile     | 25-20 | 25-12 | 25-14 |       |       | 75 – 46   | Reporte |
| 10 de agosto | 20:30 | Argentina | 2 – 3 | Venezuela | 24-26 | 25-15 | 26-24 | 24-26 | 13-15 | 112 – 106 | Reporte |

##### Partido por el3.ery 4.º puesto
| Fecha        | Hora  | Equipo 1 | Res.  | Equipo 2  | Set 1 | Set 2 | Set 3 | Set 4 | Set 5 | Total   | Reporte |
| ------------ | ----- | -------- | ----- | --------- | ----- | ----- | ----- | ----- | ----- | ------- | ------- |
| 11 de agosto | 18:30 | Chile    | 0 – 3 | Argentina | 18-25 | 22-25 | 21-25 |       |       | 61 – 75 | Reporte |

##### Final
| Fecha        | Hora  | Equipo 1 | Res.  | Equipo 2  | Set 1 | Set 2 | Set 3 | Set 4 | Set 5 | Total   | Reporte |
| ------------ | ----- | -------- | ----- | --------- | ----- | ----- | ----- | ----- | ----- | ------- | ------- |
| 11 de agosto | 20:30 | Brasil   | 3 – 0 | Venezuela | 25-21 | 25-6  | 25-18 |       |       | 75 – 45 | Reporte |

## Clasificación final
| Pos               | Selección |
| ----------------- | --------- |
| Medalla de oro    | Brasil    |
| Medalla de plata  | Venezuela |
| Medalla de bronce | Argentina |
| 4                 | Chile     |
| 5                 | Colombia  |
| 6                 | Uruguay   |
| 7                 | Perú      |
| 8                 | Paraguay  |

| Clasificado al Campeonato Mundial de Voleibol Masculino de 2018 |
| Brasil                                                          |
| Campeón                                                         |
| Brasil 31° título                                               |

## Clasificados alPremundial Sudamericano 2017
| Bandera de Venezuela | Bandera de Argentina | Bandera de Chile |
| Venezuela            | Argentina            | Chile            |
| -------------------- | -------------------- | ---------------- |

## Premios
- Jugador más valioso

 Maurício Borges Silva
- Mejor armador

 Bruno Rezende
- Mejores atacantes

 Ricardo Lucarelli Souza
 Vicente Parraguirre
- Mejores centrales

 José Verdi
 Sebastián Solé
- Mejor opuesto

 Wallace de Souza
- Mejor líbero

 Héctor Mata